# 丸山詠二
丸山 詠二（まるやま えいじ、1930年10月23日 - 2015年9月24日）は、日本の俳優、声優。東京都出身。アーツビジョン最終所属。

## 来歴
東京府東京市（現：東京都）出身。小さい頃から丸山曰く「哺乳の質」と言われており、体が丈夫ではなかったという。
戦時中は機関砲の砲弾を作っており、戦災には遭わなかった。
旧制中学校を経て、終戦後、新制高等学校に進学。高校時代に「何をやっていいかわからない」と悩んでいたところ芝居を学校で観て、法政大学文学部に進学。大学の教授に歌舞伎座に連れて行ってもらい、歌舞伎を観ていた。中村吉右衛門の楽屋も見せてもらっていた。病気で入院していた時に「この世界は、実力の世界だ」と言われ、「新劇だ」と思い、同大学を中退して新劇の世界に入った。
国民文化研究所、劇団中芸演出部・演劇部、東京芸術座、劇団歴史座、東京俳優生活協同組合、演劇集団未踏に所属し、最後はアーツビジョンに所属していた。レオニード・レオーノフ作の『襲来』で初舞台。
『アダムズのお化け一家』の執事役で声優としての活動を始める。
新劇俳優会朗読「フェスティバル」優秀賞を受賞していた。
1990年代、日本ナレーション演技研究所の講師を務めている。
2015年9月24日、84歳で死去。

## 人物
声種はバス。
テレビ創生期からおもに脇役や端役を中心に活動。俳優としては刑事ドラマや時代劇に数多く出演。舞台俳優としては約80本の舞台にも出演していた。アニメにおいては僧侶、優しい老人、年をとった先生役を演じることが多かった。特撮では怪人役を担当する事が多く、「ゴレンジャーの怪獣などで声の大事さ、重さを知らされました」と語っている。
趣味・特技はカメラ、登山、古典落語。

## 代役・後任
丸山の病気療養中および死後、代役を務めたり、持ち役・ナレーションを引き継いだりした人物は以下の通り。
| 代役・後任 | 役名                | 作品                                 | 代役・後任の初出演            |
| ---------- | ------------------- | ------------------------------------ | ----------------------------- |
| 高岡瓶々   | ゼペット            | 『シュレック』                       | 『シュレック フォーエバー』   |
| 相沢まさき | そうめん和尚        | 『それいけ!アンパンマン』            |                               |
| 松山鷹志   | ゆげ仙人            | 『それいけ!アンパンマン』            | 第1154話                      |
| 宮澤正     | 竜王丸              | 『忍たま乱太郎』                     | 第24期                        |
| 吉良克哉   | 博士 / ナレーション | 『はりきり体育ノ介』（パイロット版） | 本放送                        |
| 野島昭生   | 石田宗弦            | 『BLEACH』                           | 『BLEACH 千年血戦篇-相剋譚-』 |

## 出演（声優）
太字はメインキャラクター。

### テレビアニメ
1968年
- おらぁグズラだど

1973年
- アストロガンガー（レンズマー）

1974年
- 昆虫物語 新みなしごハッチ
- 新造人間キャシャーン

1975年
- アンデス少年ペペロの冒険（セルジオ、王様）

1976年
- 新ドン・チャック物語（メエ先生、山賊ゲバ）
- 母をたずねて三千里

1977年
- あらいぐまラスカル（マッコイ）
- ルパン三世（第2作）（1977年 - 1979年）

1978年
- ペリーヌ物語（タルエル 他）
- おれは鉄兵（和尚）
- 野球狂の詩

1979年
- 星の王子さま プチ・プランス（ポーカー、伯爵）
- 無敵鋼人ダイターン3（ブロイド）

1980年
- ドラえもん（テレビ朝日版第1期）（1980年 - 1998年、老人、虹子、サンタクロース 他）

1981年
- 太陽の牙ダグラム（ホッチキンズ）
- ワンワン三銃士（家庭教師）
- まんが 水戸黄門

1982年
- 魔境伝説アクロバンチ（ダランベール博士）

1983年
- パソコントラベル探偵団（神の声）
- プラレス3四郎（メビウス）
- ふしぎの国のアリス（イモ虫）
- まんが日本史（鑑真、菅原道真）
- 未来警察ウラシマン（フューラー総統）

1984年
- キャッツ・アイ

1985年
- 忍者戦士飛影（科学局局長 他）

1986年
- めぞん一刻

1987年
- 赤い光弾ジリオン（所長）
- エスパー魔美（夫）

1988年
- 美味しんぼ（1988年 - 1989年、井戸正夫、奥野勇、社員C、快楽亭八笑、本村）
- トッポ・ジージョ（黒い影）
- 新プロゴルファー猿（骨董屋）

1989年
- 青いブリンク（長老）
- 悪魔くん（1989年 - 1990年、妖虎）
- 機動警察パトレイバー（神主）
- ジャングル大帝（ライオン）
- 笑ゥせぇるすまん

1990年
- おぼっちゃまくん
- ドラゴンクエスト（司教）
- 八百八町表裏化粧師（天満屋）
- 魔法使いサリー（松永）

1991年
- OH!MYコンブ（メンメンの父）
- 緊急発進セイバーキッズ
- 楽しいムーミン一家
- 丸出だめ夫（サンタクロース、理事長、水戸黄門）
- らんま1/2 熱闘編（和尚）

1992年
- 宇宙の騎士テッカマンブレード（ムバラク）
- クレヨンしんちゃん（老人）
- 超電動ロボ 鉄人28号FX（スコット）
- ドラゴンボールZ（ユズカー）
- 魔法のプリンセス ミンキーモモ 夢を抱きしめて（フェレス）
- ヨーヨーの猫つまみ（提督）

1993年
- 忍たま乱太郎（1993年 - 2015年、竜王丸〈初代〉、宇奈月十太夫〈代役〉、若殿、摂津院雲黒斎、春牧行者〈初代〉、主人）
- ミラクル☆ガールズ（ライル）
- 美少女戦士セーラームーンR（ワイズマン〈デスファントム〉）
- 勇者特急マイトガイン（シェリフ）
- 幽☆遊☆白書（三田村〈師匠〉）

1994年
- ツヨシしっかりしなさい（社長、道場主）
- 覇王大系リューナイト（ユーティス）

1995年
- インセクターズ（カラー博士）
- 黄金勇者ゴルドラン（老人）
- 鬼神童子ZENKI（役寿海）
- 空想科学世界ガリバーボーイ（長老）
- 十二戦支 爆烈エトレンジャー（ゼベット、陣内）
- 新世紀エヴァンゲリオン（老教師）
- スレイヤーズNEXT（老人〈サマン〉）
- ロミオの青い空（テオ）

1996年
- 機動新世紀ガンダムX（リー・ジャクソン将軍）
- ゲゲゲの鬼太郎（第4作）（1996年 - 1998年、鏡爺、黒洋、海爺）
- ドラゴンボールGT（村長）
- バーチャファイター（長老）
- ハーメルンのバイオリン弾き（ホロ）
- 爆走兄弟レッツ&ゴー!!（爺）
- みどりのマキバオー（医者）
- 名犬ラッシー（モナハン）
- 名探偵コナン（1996年 - 2012年、豆垣久作、辻村利光、村松昭雄、関口大三郎、おじいさん、医者、坂木庄吉、龍尾為史、赤丸吾郎、長瀬研作）

1997年
- 剣風伝奇ベルセルク（大臣A）

1998年
- 吸血姫美夕（チャン道士）
- SHADOW SKILL -影技-（オヒバ）
- それいけ!アンパンマン（1998年 - 2009年、そうめん和尚〈2代目〉、ゆげせんにん〈初代〉）
- TRIGUN（老人）
- Night Walker -真夜中の探偵-（秋葉修三）
- はれときどきぶた（花さか老人）
- ふしぎなメルモ（リニューアル版）（チヨコの父）
- MASTERキートン（ゴッドロープ）

1999年
- おジャ魔女どれみ（信秋の祖父、サンタクロース）
- THE ビッグオー（老人たち）
- 週刊ストーリーランド（僧侶1、教頭）
- パワーストーン（質屋の店主）

2000年
- 人形草紙あやつり左近（高野）
- 幻想魔伝 最遊記（鎮元子）
- NieA_7（宇宙人の老人）

2001年
- 犬夜叉（2001年 - 2003年、おじいさん、長老、村人）
- おまかせ!プルーデンスおばさん（エリオットおじさん）
- GEAR戦士電童（アルゴ）
- 逮捕しちゃうぞ SECOND SEASON（おじいさん、老人）
- テイルズ オブ エターニア THE ANIMATION（ナレーション）
- ノワール（教授）
- フィギュア17 つばさ&ヒカル（茨城六郎）
- 魔法戦士リウイ（バナール）

2002年
- 王ドロボウJING
- キディ・グレイド（ティムの祖父）
- ポケットモンスター（カブラギ）
- ラーゼフォン（執事）

2003年
- 藍より青し 〜縁〜（五木教授）
- 明日のナージャ（プレミンジャー公爵）
- GAD GUARD（店主）
- クロノクルセイド（シュタイナー・ミュンヒハウゼン）
- スクラップド・プリンセス（ガーネスト・ホーグ）
- TEXHNOLYZE（老人3）
- 魔法遣いに大切なこと（古崎二郎）

2004年
- アガサ・クリスティーの名探偵ポワロとマープル（マシュー）
- うた∽かた（医師）
- SDガンダムフォース（武里天丸）
- お伽草子（関白、老人）
- Get Ride! アムドライバー（デューク・オリビエ）
- サムライチャンプルー（琵琶法師）
- 砂ぼうず（大川大洪）
- To Heart 〜Remember my Memories〜（来栖川会長）
- のってけエクスプレッツ（ロコじい）
- 鋼の錬金術師（老人、長老）

2005年
- 英國戀物語エマ（牧師）
- ガイキング LEGEND OF DAIKU-MARYU（ブリーザ）
- 格闘美神 武龍（2005年 - 2006年、曹福生） - 2シリーズ
- ギャラリーフェイク（富豪）
- CLUSTER EDGE（ジョルジュ）
- 甲虫王者ムシキング 森の民の伝説（マグ）
- BLEACH（石田宗弦）
- ポケットモンスター アドバンスジェネレーション（爺や）
- 南の島の小さな飛行機 バーディー（モーガン）

2006年
- ARIA The NATURAL（老人）
- ケロロ軍曹（2006年 - 2009年、頭領、水戸悶々、ユキキ）
- びんちょうタン（さかき神主）
- まじめにふまじめ かいけつゾロリ（田中サンタ）

2007年
- Yes!プリキュア5（ブラッディ）
- おおきく振りかぶって（田島の祖父）
- ゲゲゲの鬼太郎（第5作）（2007年 - 2008年、長老、住職）
- 桃華月憚（番頭）
- ドラゴノーツ -ザ・レゾナンス-（アマデウス）
- ひぐらしのなく頃に解（鑑識の爺様）
- もやしもん（直保の祖父）

2008年
- クリスタル ブレイズ（先生）
- ゴルゴ13（マードック）
- しおんの王（京戸九段）
- ドルアーガの塔 〜the Aegis of URUK〜（村長）
- ねぎぼうずのあさたろう（あさたろうの爺）
- ポルフィの長い旅（ジャンゴ）
- 魔人探偵脳噛ネウロ（源蔵爺）
- 夜桜四重奏 〜ヨザクラカルテット〜（元老院）

2009年
- 怪談レストラン（老人）
- けいおん!（斉藤執事）
- 蒼天航路（老人）
- 東のエデン（首相）
- ミチコとハッチン（店主）
- 夢色パティシエール（2009年 - 2010年、安堂万吉） - 1シリーズ+SP

2010年
- あにゃまる探偵 キルミンずぅ（老人）
- 屍鬼（室井信明）
- ダンス イン ザ ヴァンパイアバンド（石動）
- 薄桜鬼 碧血録（住職）

2011年
- 青の祓魔師（メルキオール）
- ぬらりひょんの孫 千年魔京（聖人）
- ブレイド（老貴族）
- 未来日記（船津）

2012年
- あらしのよるに 〜ひみつのともだち〜（白ヤギ長老）

2013年
- 神さまのいない日曜日（ユート）
- ガリレイドンナ（老弁護士）
- 断裁分離のクライムエッジ（切の祖父）
- ドラえもん（テレビ朝日版第2期）（おじいさん）
- 八犬伝―東方八犬異聞―（老神父）

2014年
- Z/X IGNITION（カフェマスター丸さん）
- ポケットモンスター ベストウイッシュ シーズン2 デコロラアドベンチャー（カブラギ）

### 劇場アニメ
1981年
- 機動戦士ガンダムII 哀・戦士編（文官）

1986年
- 11人いる!

1989年
- 悪魔くん（妖虎）
- ギャラガ HYPER PSYCHIC GEO GARAGA（ガリーゴ）

1990年
- ペリーヌ物語（タルエル）

1992年
- ドラえもん のび太と雲の王国（植物星大使）

1993年
- 蒼い記憶 満蒙開拓と少年たち（村長）

1997年
- 劇場版 地獄先生ぬ〜べ〜 恐怖の夏休み!! 妖し海の伝説!!（老人）

1999年
- リボンの騎士（国王）

2000年
- エスカフローネ（アドムの村の長老）

2002年
- ∀ガンダムII 月光蝶（ボルジャーノ公）

2007年
- ヱヴァンゲリヲン新劇場版:序（老教師）

2009年
- ヱヴァンゲリヲン新劇場版:破（老教師）
- 東のエデン 劇場版I The King of Eden（江田元首相）

2010年
- 東のエデン 劇場版II Paradise Lost（江田元首相）

### OVA
1985年
- 装甲騎兵ボトムズ ザ・ラストレッドショルダー（部隊長）

1986年
- ザ・超女（老人）
- ザ・ヒューマノイド 哀の惑星レザリア（リベロ）

1987年
- 火の鳥 ヤマト編

1988年
- 六神合体ゴッドマーズ　十七歳の伝説

1989年
- 銀河英雄伝説（ジェイムズ・ソーンダイク）
- 妖魔（老僧）

1990年
- クレオパトラD.C.（Dr.ランドル）
- 変幻退魔夜行カルラ舞う! 仙台小芥子怨歌 三之巻（判さん）

1991年
- 魔獣戦士ルナ・ヴァルガー（ヴォルフ）
- 有閑倶楽部 犬猫まるごとHOWマッチ（五代）

1993年
- 幻想叙譚エルシア（ナボス）
- 魔神英雄伝ワタル 終わりなき時の物語（長老）

1994年
- ダーティペア FLASH（ジンゴロー）
- マクロスプラス

1995年
- 精霊使い（白霧）

1996年
- 紺碧の艦隊（ラビ）

1997年
- 神秘の世界エルハザード2（ユバ・ユーリウス）
- 世界の光 親鸞聖人（佐竹）

2000年
- だるまちゃんとてんぐちゃん (だるま爺ちゃん）
- だるまちゃんととらのこちゃん（だるま爺ちゃん）

2001年
- ハローキティの郵便屋さんありがとう（ニール）

2004年
- サクラ大戦 ル・ヌーヴォー・巴里（ムッシュ・ヴィスティエール）

2007年
- ひぐらしのなく頃に礼（鑑識の爺様）

### ゲーム
1995年
- 戦国サイバー 藤丸地獄変

1996年
- 虚空漂流ニルゲンツ（結城零）
- ブレインデッド13（ドクター＝ボン・クラー）

1997年
- 新世紀エヴァンゲリオン 鋼鉄のガールフレンド（老教師、漁師）※PC・SS・PS
- バウンダリーゲート（医師、知識聖堂司祭長）
- プリンセスメーカー ゆめみる妖精（モッカ）

1998年
- ファーランドサーガ（ドラゴ）

1999年
- Spiritual Soul（虚無の王）
- ペルソナ2 罪（メタル・ダディ）

2001年
- シェンムーII（玄周善）

2002年
- ゼルダの伝説 風のタクト（赤獅子の王、ハイラル王）

2003年
- アークス・ファタリス 日本語版 (フェルノー、オービプラナックス)
- シャドウタワー アビス（ナレーション）
- 新世紀エヴァンゲリオン 鋼鉄のガールフレンド2nd（老教師）※PC・PS2・PSP

2004年
- ゼルダの伝説 4つの剣+（赤獅子の王〈ナビトラッカーズ〉）
- 双恋 -フタコイ-（護国寺）

2005年
- テイルズ オブ レジェンディア（ザマラン）

2006年
- 格闘美神 武龍（曹福生、門下生）
- サムライチャンプルー HIPHOPサムライアクション（ナレーション）
- 新世紀エヴァンゲリオン 鋼鉄のガールフレンド 特別編（老教師、漁師）※PC・PS2・PSP

2008年
- 大怪獣バトルウルトラコロシアム（極悪宇宙人テンペラー星人）

2009年
- 鋼の錬金術師 FULLMETAL ALCHEMIST -黄昏の少女-（老クラウディオ）

2013年
- ゼルダの伝説 風のタクトHD（赤獅子の王、ハイラル王）

2014年
- 朧村正 角隠女地獄（道士）

2016年
- ゼルダ無双 ハイラルオールスターズ（ハイラル王）※ライブラリ出演

### ドラマCD
- あやつりピエロの物語（イワン[27]）
- 終わりのクロニクル（大城一夫）
- 銀河パトロールレンズマン（アリシア人）
- 恐竜戦隊ジュウレンジャー スーパーアクションサウンド（守護獣ティラノザウルス、大獣神、剛龍神、ナレーター）
- 宮廷神官物語（胆礬大神官）
- 今日の早川さん（余田さん）
- 金田一少年の事件簿 死神病院殺人事件（聖正景太郎）
- ケロロ軍曹 宇宙でもっともギリギリなCD第4巻（頭領）
- 獣神空想御伽草子（長老）
- 琴ちゃわんのいつも一生懸命（おじいさん〈理事長〉）
- サモンナイトX 〜Tears Crown〜 暁天の焔（ハインライン）
- 彩雲国物語 黄金の約束（茶鴛洵）
- ドラゴンクエストVI 幻の大地（長老）
- D・N・ANGEL（大助の祖父）
- デコイシリーズ2 迷鳥（矢嶌昭重）
- 覇王大系リューナイト CDシネマ「ティア・ダナーンの闘い」（トパス）
- FLESH&BLOOD（サンタ・クルズ候）
- 浮雲亭物語 一席（会長さん）
- ラーメン天使プリティメンマ オリジナルドラマアルバム（玄さん）

### 吹き替え

#### 映画
- アイアン・イーグル（エドワーズ将軍〈ランス・レガルト〉）
- アイリスへの手紙（レオネディス〈フェオドール・シャリアピン・ジュニア〉）
- 悪魔ルシファの生贄（デーモン〈ジョン・ホランド（英語版）〉）
- インセプション（モーリス・フィッシャー〈ピート・ポスルスウェイト〉）※劇場公開版
- エリザベス（ローマ教皇〈ジョン・ギールグッド〉）
- L.A.マフィア戦争/大殺戮（レオナルド〈ヴィンセント・スキャヴェリ〉）
- オリバー・ツイスト
- オスカー（クレメンテ神父〈ドン・アメチー〉）
- オールウェイズ（ドン〈デイル・ダイ〉） ※ビデオ版・DVD版
- クロコダイル・ダンディー ※フジテレビ版
- 月下の恋（ドイル医師〈ジョン・ギールグッド〉）
- 恋の闇 愛の光（ウィル・ゲイツ〈イアン・マッケラン〉）
- 心の旅（チャーリー〈ドナルド・モファット〉）
- コナン&レッドソニア（ハータンズ〈ロバート・カルプ〉）
- ザ・デイ・アフター
- ザ・ヤクザ ※フジテレビ版
- シェーン ※テレビ朝日版
- ジャック・サマースビー（ディック〈R・リー・アーメイ〉、オークショナー 他）
- スリーメン&リトルレディ（バロー〈ジョン・ボズウォール〉）※ソフト及びスター・チャンネル版
- ターミネーター（ガソリンスタンド店主） ※ビデオ版
- ダーティハリー2（警部）※フジテレビ版
- ダニエル・スティール/愛のカレイドスコープ・訣別の微笑（アーサー〈ドナルド・モファット〉）※テレビ東京版
- 007シリーズ
  - 007 ムーンレイカー（カヴェンディッシュ） ※TBS版
  - 007 オクトパシー（Q〈デスモンド・リュウェリン〉） ※TBS版
  - 007 私を愛したスパイ（Q〈デスモンド・リュウェリン〉） ※TBS版
- 黄昏のチャイナタウン（カーン〈ジェームズ・ホン〉）
- 誕生日はもう来ない（ハル・ウェイライト〈ローレンス・デイン〉）
- 沈黙の戦艦（アダムス艦長〈パトリック・オニール〉、ガーザ大佐〈デイル・ダイ〉） ※DVD版
- 月の輝く夜に（ペリー〈ジョン・マホーニー〉）※ANA機内上映版
- 天使と悪魔（シルバーノ・ベンティヴォリオ〈カーメン・アルジェンツィアノ〉、ベック〈ランス・ハワード〉）
- ドクトル・ジバゴ（イエルキン）
- ナイト・オブ・ザ・リビングデッド 死霊創世記
- ノーバディーズ・フール（クライヴ・ピープルズ〈ジョセフ・ソマー〉）
- ニューヨークの恋人 ※日本テレビ版
- ハード・チェック（ヴィック〈ボブ・クージー〉、ターク、給仕長、友の会員）
- ハートに火をつけて（アヴォカ〈ヴィンセント・プライス〉）
- バッファロー・ガールズ（バートル・ボーン〈ジャック・パランス〉） ※ソフト版
- 鳩の翼（ライオネル・クロイ〈マイケル・ガンボン〉）
- フーズ・ザット・ガール（モンゴメリー・ベル〈ジョン・ミルズ〉）
- ファストフード・ファストウーマン（ポール〈ロバート・モディカ〉）
- フルーク（バート〈ビル・コッブス〉）
- ブレア・ウィッチ・プロジェクト
- ブロブ/宇宙からの不明物体
- ベートーベン2 ※日本テレビ版
- ペリカン文書（デントン・ヴォイルズFBI長官〈ジェームズ・B・シッキング〉） ※ソフト版
- ホーリー・ウェディング（ヴィルヘルム〈アーミン・ミューラー＝スタール〉）
- ポリスアカデミー'94/モスクワ大作戦!!（レイコフ警察署長〈クリストファー・リー〉）※テレビ東京版
- マイ・フェア・レディ（執事〈ジョン・ホランド〉）※TBS版
- マジェスティック（エイベリー〈チェルシー・ロス〉）
- マグノリア（アール・パートリッジ〈ジェイソン・ロバーズ〉）
- ミシシッピー・バーニング ※ソフト版
- MR.デスティニー（ボズウェル〈ダグラス・シール〉）
- ミセス・ダウト ※テレビ朝日版
- ミステリアスアイランド（エイルトン）
- ムースポート（ハーブ〈エド・フィールディング〉、スミティー、レジス・フィルビン 他）
- ライジング・サン（ヨシダ〈マコ岩松〉）
- リバー・ノース 遥かなる河の流れに
- レイダース/失われたアーク《聖櫃》（イラム）※ビデオ・DVD版
- レッド・コーナー 北京のふたり（リン・シュウ〈ジェームズ・ホン〉）
- ローマの休日（プロヴノ将軍〈ツリオ・カルミチナ〉） ※DVD版・ビデオ版
- 若草物語（ミスター・ローレンス〈ジョン・ネヴィル〉）

#### ドラマ
- アボンリーへの道（客）
- アダムズのお化け一家（執事[8]）
- アリー my Love
- アンジェラ 15歳の日々 ※第5話
- ミス・マープル 書斎の死体（プレスコット〈ヒュー・ウォルターズ〉）
- ER緊急救命室（ハリス病院院長）
- インディ・ジョーンズ/若き日の大冒険
- クライム・ストーリー（マニー・ワイスボード〈ジョセフ・ワイズマン〉）
- グッド・ワイフ3 ※第16話
- クリミナル・マインド3 FBI行動分析課（精神病院の院長）※第8話
- コールドケース ※第15話
- コールドケース3（クラムズ〈トーマス・コパッチ〉）※第4話
- 三国志（郭図）
- シークエスト（ディミトリ・ロズビッチ〈ターハン・ベイ〉）
- ジェシカおばさんの事件簿 変な手紙がいっぱい
- 主任警部モース（管理人）※スペシャル版第7話
- 新スタートレック（マッコイ提督〈デフォレスト・ケリー〉、カンピオ〈トニー・ジェイ〉、リチャード・ガレン教授〈ノーマン・ロイド〉、アイザック・ニュートン〈ジョン・ネヴィル〉 他）
- 対決スペルバインダー2（レン）
- チェオクの剣 ※第6話
- バーナビー警部
- ヤングライダーズ（バーキンス、コーツ 他）
- ロビンソン一家漂流記
- 名探偵ポワロ ※NHK版
  - スタイルズ荘の怪事件（牧師）
  - 愛国殺人（銀行家、検死審問官）
  - 葬儀を終えて（ランスコム執事）

#### アニメ
- ジャスティス・リーグ（スタッグ社長）
- シュレック（ゼペット〈初代〉、神父）
- ヘラクレス（老人）
- ダックテイルズ（フライ船長） ※新吹き替え版

#### 人形劇
- サンダーバード（フラナガン、テスト原子力潜水艦艦長）

### 特撮
1967年
- ウルトラセブン（宇宙野人ワイルド星人の声）

1971年
- 好き! すき!! 魔女先生

1972年
- 快傑ライオン丸（ツララの声、タツドロドの声）
- 超人バロム・1（オコゼルゲの声、エビビルゲの声、再生オコゼルゲの声、再生エビビルゲの声、ハネゲルゲの声、ウロコルゲの声、マユゲルゲの声）

1973年
- アイアンキング（タイタニアン2 - 6号の声）
- イナズマン（1973年 - 1974年、ミズバンバラの声、エノグバンバラの声）
- ウルトラマンタロウ（極悪宇宙人テンペラー星人の声）
- 人造人間キカイダー（アオデンキウナギの声、再生カブトガニエンジの声）
- スーパーロボット レッドバロン（鉄面党科学者の声）
- ファイヤーマン（ベルダー星人の声、ヴィレナス星人司令の声）

1974年
- イナズマンF（ハンマーデスパー2の声）
- ウルトラマンレオ（第33話の悪霊の声）
- 電人ザボーガー（三ツ首竜の声）
- 電撃!! ストラダ5（ナレーター）

1975年
- アクマイザー3（1975年 - 1976年、アイスマンの声、カマイタチの声、ミツメドーサの声）
- 正義のシンボル コンドールマン（ゴミゴンの声、ヘドロンガーの声）
- 秘密戦隊ゴレンジャー（1975年 - 1977年、毒ガス仮面の声、ドクロ仮面の声、鏡仮面の声、一つ目仮面の声、歯車仮面の声、機雷仮面の声、岩面仮面の声、エレキ仮面の声、剣ザメ仮面の声、つの骨仮面の声、トサカ仮面の声、死の鳥仮面の声、注射仮面の声、タイヤ仮面の声、剣道仮面の声、スケート仮面の声）

1976年
- 宇宙鉄人キョーダイン（1976年 - 1977年、ダイキライの声、ミイラサタンの声、ガスマーダの声、ガブリン親衛隊の声、ルーマンの声 他）
- ぐるぐるメダマン(メダマンの先祖の声)
- 忍者キャプター（1976年 - 1977年、カラカサ道人の声、甲賀やみがらすの声）
- バトルホーク（三日月剣の声）
- 劇場版 秘密戦隊ゴレンジャー 爆弾ハリケーン!（鋼鉄剣竜の声）

1978年
- スパイダーマン（カブトンの声）
- UFO大戦争 戦え! レッドタイガー（ゲダル指揮官の声）

1979年
- バトルフィーバーJ（魔術怪人の声、ゼニゲバ怪人の声）

1982年
- 宇宙刑事ギャバン（クラゲダブラーの鳴き声、第35話のダブルマン・ゾンビの声）
- 大戦隊ゴーグルファイブ（カイモズーの声、クモモズーの声、カッパモズーの声、サメモズーの声、ヤドカリモズーの声、ムササビモズーの声、ミミズモズーの声）

1983年
- 宇宙刑事シャリバン（1983年 - 1984年、魔怪獣マイコンビーストの声、魔怪獣オカリナビーストの声、魔怪獣カイキビーストの声、魔怪獣ユウカイビーストの声、戦士サイコラーの声）
- 科学戦隊ダイナマン（1983年 - 1984年、バクシンカの声、カエルシンカの声、セミシンカの声、サボテンシンカの声、カマキリシンカの声、ミサイルザリガニの声、レーザーホークの声、ブーメランジャッカルの声、ファイヤースフィンクスの声）

1984年
- 宇宙刑事シャイダー（不思議獣ギルギルの声、不思議獣パスパスの声、不思議獣コトコトの声、不思議獣ムームーの声、不思議獣ガスガスの声）
- 星雲仮面マシンマン（カメレオン男の声）
- どきんちょ!ネムリン（アキカン怪物の声）

1985年
- 巨獣特捜ジャスピオン（ギラリストの声）
- 電撃戦隊チェンジマン（1985年 - 1986年、ピカラの声、ドキュラの声、ギルバの声、宇宙海賊ギガラの声、ゲランの声）

1987年
- 仮面ライダーBLACK（1987年 - 1988年、オオワシ怪人の声、イワガメ怪人の声、ハサミムシ怪人の声、オニザル怪人の声、バッファロー怪人の声、アルマジロ怪人の声、ムカデ怪人の声、コブラ怪人の声、クワガタ怪人の声、トゲウオ怪人の声）
- 時空戦士スピルバン（ニュー戦闘機械人クマソンの声）
- 超人機メタルダー（戦闘ロボット軍団烈闘士ラプソディの声）
- 光戦隊マスクマン（マジンドグラーの声）

1988年
- 世界忍者戦ジライヤ（火忍チャンカンフーの声、獣忍マクンバの声、獣忍マクンバ兄の声、異形忍紅トカゲの声〈41話のみ〉）
- 超獣戦隊ライブマン（エンジンヅノーの声、テストヅノーの声、ギターラヅノーの声、ベガヅノーの声）

1989年
- 仮面ライダーBLACK RX（怪魔異生獣ゲドルリドルの声）
- 機動刑事ジバン（チュウシャノイドの声、ヤギノイドの声、ディストノイドの声、ヤドカリノイドの声）
- 高速戦隊ターボレンジャー（1989年 - 1990年、イワガミボーマの声、ペロペロボーマの声、ウーラーボーマの声、ダルマオトシボーマの声、ジゴクエボーマの声、デビルボーマの声、ヤミクモボーマの声）

1990年
- 地球戦隊ファイブマン（モグラルギンの声）
- 特警ウインスペクター（死神モスの声）

1991年
- 鳥人戦隊ジェットマン（魔神ラモンの声）

1992年
- 恐竜戦隊ジュウレンジャー（守護獣ティラノザウルスの声、大獣神の声、剛龍神の声、ドーラコカトリスの声）

1998年
- 星獣戦隊ギンガマン（マンディガーの声）

2005年
- 仮面ライダー THE FIRST

### ボイスオーバー
- BS世界のドキュメンタリー（NHK BS1）
- 北極から南極まで〜東経30度の旅（1995年、WOWOW）
- 地球ドラマチック（NHK総合）
  - 「第九交響曲物語 〜ベートーベン 自由への祈り〜」（2005年）
- 新プラネット（サイエンスチャンネル）

### ナレーション
- ギミア・ぶれいく（1989年 - 1992年、TBS）
- NTT DATAスペシャル「宇宙からの贈りもの ボイジャー航海者たち」（1992年、TBS）
- 第9回FNSドキュメンタリー大賞ノミネート作品「日々是好日 〜天国にいちばん近い里〜」（2000年、フジテレビ）
- 有田&山崎のひきだし太郎 第1回（2008年、テレビ東京）

### PV
- ジェロ「人生晴れるや〜桜花乱舞」（CMナレーション、京楽産業. ぱちんこ必殺仕事人 桜花乱舞 テーマソング）

### プラネタリウム
- あすたむらんど徳島「宇宙 未知への大紀行 〜火星へのはるかな旅〜」（声の出演）
- 山梨県立科学館「オーロラストーリー 〜星野道夫・宙との対話〜」（長老）

### その他コンテンツ
- はりきり体育ノ介（2014年） - 博士、ナレーション
- ジェロ「人生晴れるや〜桜花乱舞」（CMナレーション、京楽産業. ぱちんこ必殺仕事人 桜花乱舞 テーマソング）

## 出演（俳優）

### テレビドラマ
- 快獣ブースカ（1966年、関西テレビ） - 野犬収容所の職員
- 仮面ライダー（1971年）
- 天下御免（1971年、NHK）
- 天皇の世紀 第3回「先覚」（1971年、朝日放送） - 鍵役
- 好き! すき!! 魔女先生 第11話（1971年、朝日放送）
- シルバー仮面（1971年） - 刑事
- 変身忍者 嵐（1972年）
- 荒野の素浪人 第1シリーズ 第42話（1972年、NET）
- 子連れ狼 第1シリーズ 第1話「子貸し 腕貸し つかまつる」（1973年、日本テレビ）
- 戦国ロック はぐれ牙 第5話「逃亡地帯に愛を灼け」（1973年、フジテレビ）
- 荒野の用心棒 第18話「棒黒い陰謀は波涛を越えて…」（1973年、NET）
- サンダーマスク（1973年、日本テレビ）
- 土曜日の女シリーズ 天使が消えていく（1973年、NTV）
- 大河ドラマ（NHK）
  - 勝海舟（1974年） - 高松
  - 風と雲と虹と（1976年） - 民人
  - 獅子の時代（1980年） - 弥太郎の父
  - 峠の群像（1982年） - 旦那衆、竹島の親戚
  - 徳川家康（1983年） - 細川藤孝、明使
  - 春の波涛（1985年） - 男
- おんな浮世絵・紅之介参る!（1974年、日本テレビ）
  - 第3話「長屋に燃える人情」
  - 第18話「闇法師哀れ」
- 華麗なる一族（1974年、NET）
- 白い牙 第16話「虚栄の女」（1974年、日本テレビ）
- ザ・ボディガード 第13話「裁かれる愛」（1974年、NET）
- 特別機動捜査隊 第696話「ある女教師の場合」（1975年、NET） - アナウンサー
- 悪魔のようなあいつ 第7話（1975年、TBS）
- それ行け!カッチン（1975年、TBS）
- 俺たちの旅 第23話（1975年、日本テレビ）
- はじめまして 第1話（1975年、TBS） - 患者
- 花くらべ（1975年、フジテレビ） - 易者
- 隠し目付参上 第1話「天にのぼったか地にもぐったか」（1976年、TBS）
- 太陽にほえろ!（日本テレビ）
  - 第151話「刑事の妻」（1975年） - スーパーの責任者
  - 第240話「木枯らしの中で」（1977年） - 根岸達男
  - 第255話「本日多忙」（1977年）
  - 第272話「秘密」（1977年） - 書道教室の講師
  - 第319話「年上の女」（1978年）
  - 第329話「タイムリミット」（1978年）
  - 第381話「ともしび」（1979年） - 医師
  - 第494話「ジプシー刑事登場!」（1982年） - マンションの管理人
  - 第503話「山さんとラガー」（1982年）
  - 第575話「向かい風」（1983年）
- あかんたれ（1976年、東海テレビ）
- 渚より愛をこめて（1976年、東海テレビ）
- 大都会 闘いの日々 第13話「再会」（1976年、日本テレビ）
- 三日月情話（1976年、東海テレビ）
- 赤い絆 第11話「その人の名は言えない」（1977年、TBS）
- B円を阻止せよ!〜もう一つの占領秘話（1977年、フジテレビ）
- ロボット110番 第3話「散歩する美術作品」（1977年）
- 新五捕物帳（日本テレビ）
  - 第8話「蛇の道は蛇?」（1977年）
  - 第170話「向島から来た女」（1982年）
- スパイダーマン（1978年） - 刑事
- 七人の刑事 第3シリーズ 第2話「第一通報者」（1978年、TBS）
- 横溝正史シリーズII「仮面劇場」（1978年、TBS）
- 白い巨塔 第4話（1978年、フジテレビ）
- 江戸を斬るIV 第1話「紫頭巾が二人いた!」（1979年、TBS） ※西郷輝彦版
- 大江戸捜査網（東京12チャンネル） 
  - 第4シリーズ 第250話「殺しを呼ぶひつじ年の娘」（1979年）
  - 第5シリーズ 第125話「隠密大殺陣 母に別れを」（1982年） - 九條新太郎の父、他
- 熱中時代 刑事編 第7話「サヨナラ! タケシ」（1979年、日本テレビ） - マンション管理人
- 熱い嵐（1979年、TBS）
- 帝銀事件 大量殺人 獄中三十二年の死刑囚（1980年、テレビ朝日）
- 騎馬奉行 第26話「新しき旅立ち」（1980年、フジテレビ）
- 噂の刑事トミーとマツ 第1シリーズ
  - 第36話「トミマツやりすぎ! 課長をタイホ」（1980年）
- ザ・ハングマン（1981年、ABC）
  - ザ・ハングマンII（1982年）
- 旅がらす事件帖 第24話「親子しぐれ油地獄」（1981年、関西テレビ） - 佐渡屋の五郎蔵
- 金曜劇場 / 私はタフな女 第17話「いじけ男、大好き!」（1981年、日本テレビ）
- 野々村病院物語 第9話（1981年、TBS） - 伊藤
- ポーツマスの旗 第1話、第4話（1981年、NHK）
- 特捜最前線 第282話「ラッシュアワーの女!」（1982年、テレビ朝日）
- 御宿かわせみ（1982年、NHK） ※真野響子版
- ゴールデンワイド劇場 / 終わりに見た街（1982年、テレビ朝日）
- ザ・サスペンス（TBS）
  - 後鳥羽伝説殺人事件（1982年）
  - 残酷な旅路 異常な一族の性的犯罪（1983年）
  - 黄金流砂（1983年）
- 卒業-GRADUATION-（1985年、日本テレビ）
- 心はロンリー気持ちは「…」（1986年、フジテレビ）
- 銭形平次（1987年、日本テレビ） ※風間杜夫版
  - 第11話「つっぱりお恵」
  - 第20話「子供の目」
- ドラマ10 / 詩城の旅びと 第3話（1989年、NHK）
- 特警ウインスペクター 第38話「選ばれた男」（1990年、テレビ朝日） - 青木東洋の仲間
- 土曜ワイド劇場 / 円周率πの殺人 胃と腸…切断トリックの怪!?（1989年、テレビ朝日）
- 火曜サスペンス劇場（日本テレビ）
  - 津軽海峡－殺しの双曲線（1988年）
  - 私の青春売ります（1988年）

### 映画
- 必殺! 主水死す（1996年、松竹） - ナレーター
- カラコギ（2010年、自主制作映画）
- 核戦争3分前!「横田基地は…いま」（1986年、企画・制作：核戦争3分前!「横田基地は…いま」制作委員会、(株)日本ビジュアルコミュニケーションセンター） - 解説

### 舞台
- ここだけの話 - それ行け 夏の恋 タイプス
- タイプス
- 夢の海賊（ロバの粉屋）
- リア王（ダンカン）タイプス
- プレミアム公演「MACBETH-マクベス-」TYPES（2011年）
- 劇団えるむ公演「みすゞ凛々」 - 上山松蔵 役（2003年3月[29]）

### PV
- スピッツ「空も飛べるはず」[15]（老人）

### シリーズ一覧
1. ↑  第1期（2005年）、第2期『REBIRTH』（2006年）